# Pakhuis de Zwijger

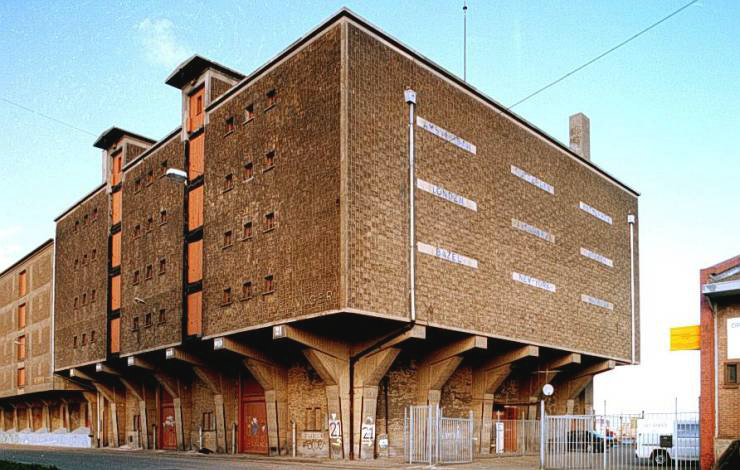
Pakhuis de Zwijger voor de verbouwing, 2006. Foto: Bureau Monumenten & Archeologie.

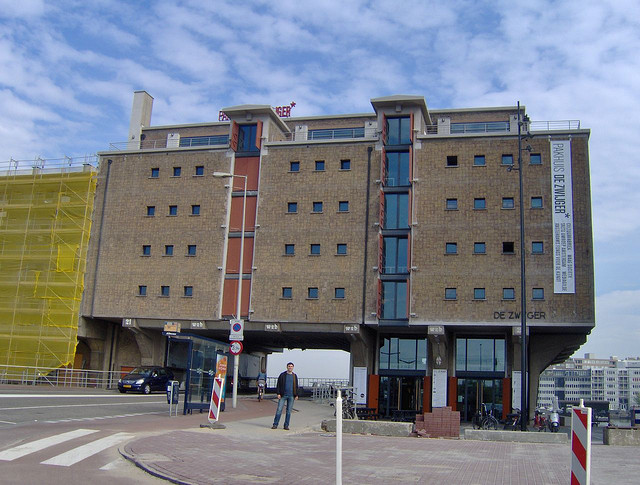
Pakhuis de Zwijger met de doorbraak van de weg naar de Jan Schaeferbrug.

Pakhuis de Zwijger is een voormalig koelpakhuis aan de Piet Heinkade in het Oostelijk Havengebied te Amsterdam. Het is een bedrijfsverzamelgebouw voor culturele instellingen als Waag. Stichting Pakhuis de Zwijger is een non-profitorganisatie en maakt samen met een groot aantal partners jaarlijks circa 600 programma’s in dit gebouw en andere locaties, met als rode draad de toekomst van het dagelijks leven in stad en land.

## Geschiedenis
De Zwijger werd gebouwd in 1933-1934 voor de opslag van bederfelijke waar en was indertijd een van de modernste pakhuizen. Het is gebouwd in de stijl van het nieuwe bouwen. Architecten waren J. de Bie Leuveling Tjeenk en K. Bakker.
Nadat het zijn oorspronkelijke functie had verloren stond het enige tijd leeg en sloop dreigde. Dwars door het gebouw heen werd een brug over de IJhaven gepland; de in 2001 geopende Jan Schaeferbrug. Uiteindelijk bleek het mogelijk om de brug te bouwen met behoud van het monumentale pakhuis. Aansluitend werd het gerestaureerd door Stadsherstel Amsterdam.
Het initiatief tot behoud van het pand en de huidige invulling komt voort uit het in 1996 gekraakte naastgelegen pakhuis Vrieshuis Amerika. Pakhuis de Zwijger is de voorloper van het broedplaatsenbeleid. De stichting Vrieshuis Amerika nam het initiatief om de gemeente na een jarenlang proces te overtuigen van de succesvolle vernieuwende, cultureel, diverse invulling, zoals die in Vrieshuis Amerika plaatsvond. In eerste instantie via de stichting Behoud Pakhuizen (Hein de Haan) en later de stichting Vrieshuis Amerika (Mark van Beem, Jasper Broelman en Martijn Verver).
In september 2006 werd het gebouw weer in gebruik genomen na een hergebruik/revitalisatieproject door André van Stigt.
Pakhuis de Zwijger maakt evenals Pakhuis Amsterdam en Pakhuis Wilhelmina deel uit van het renovatieproject aan de Zuidelijke IJoevers. De voormalige pakhuizen in het havengebied aan de Oostelijke Handelskade moesten plaatsmaken voor hoogbouw met kantoren en woningen. De namen van de nieuwbouw herinneren aan de pakhuizen die het oorspronkelijk waren. Sommige pakhuizen zijn gerenoveerd, zoals in het geval van Pakhuis de Zwijger, Pakhuis Afrika, Pakhuis Azië (dat nu Pakhuis Amsterdam heet) en het Wilhelmina Pakhuis. Pakhuis Europa, Pakhuis Amerika en Pakhuis Australië hebben plaatsgemaakt voor nieuwbouw.

## Galerij

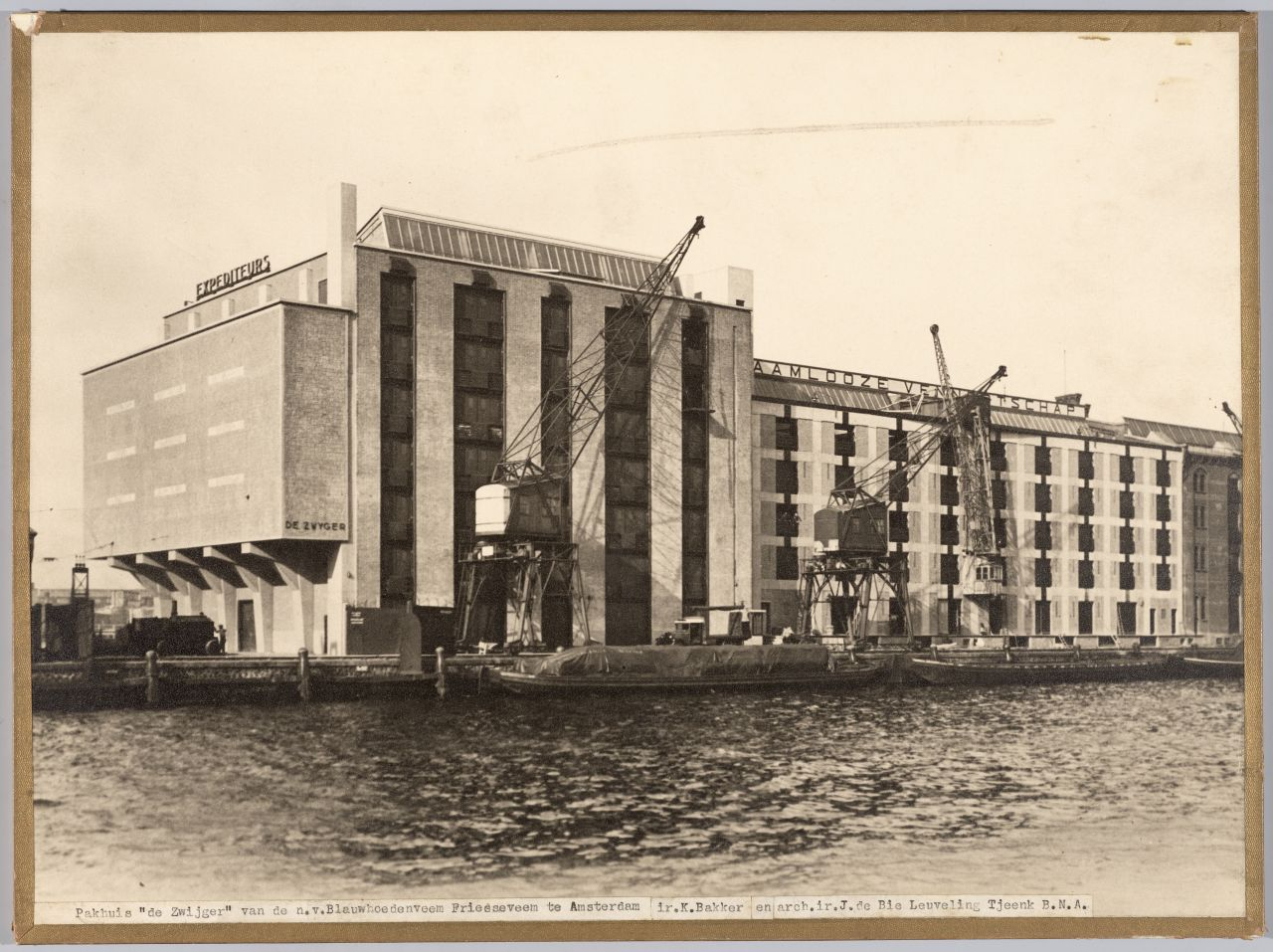
Pakhuis de Zwijger in 1933. Architecten: J. de Bie Leuveling Tjeenk en K. Bakker.
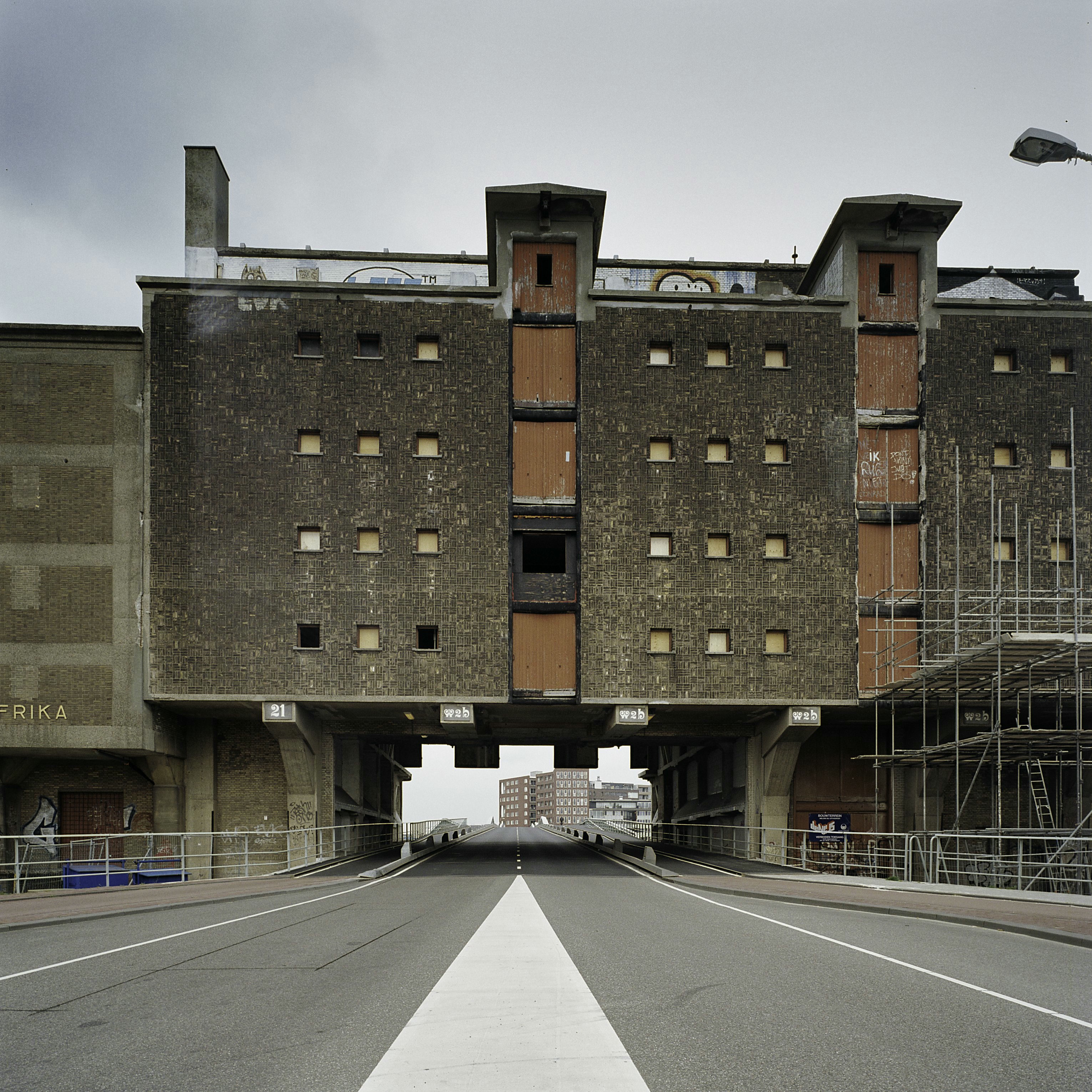
Pakhuis de Zwijger, gezien vanaf de Jan Schaeferbrug.
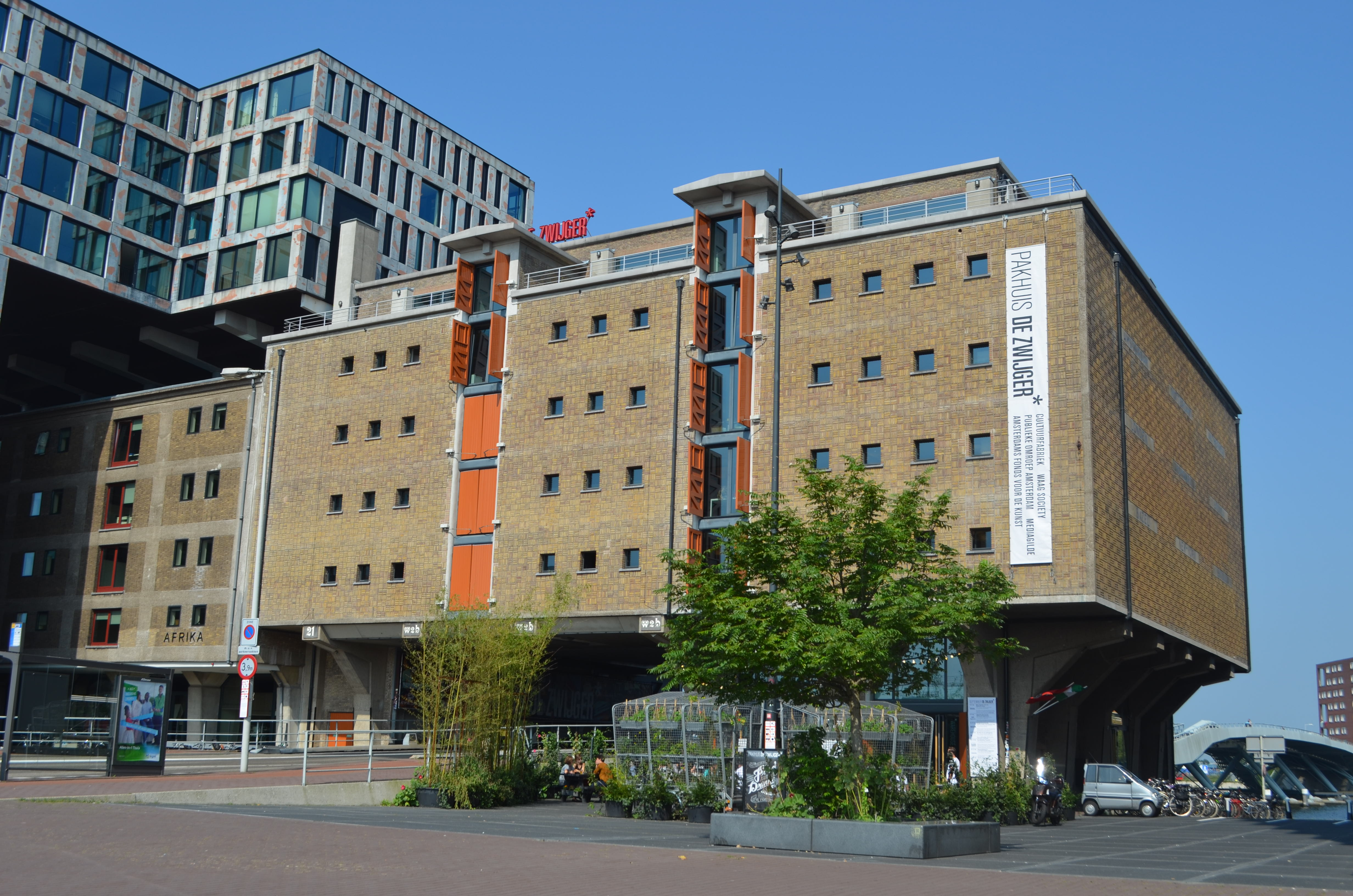
Pakhuis de Zwijger in 2014.
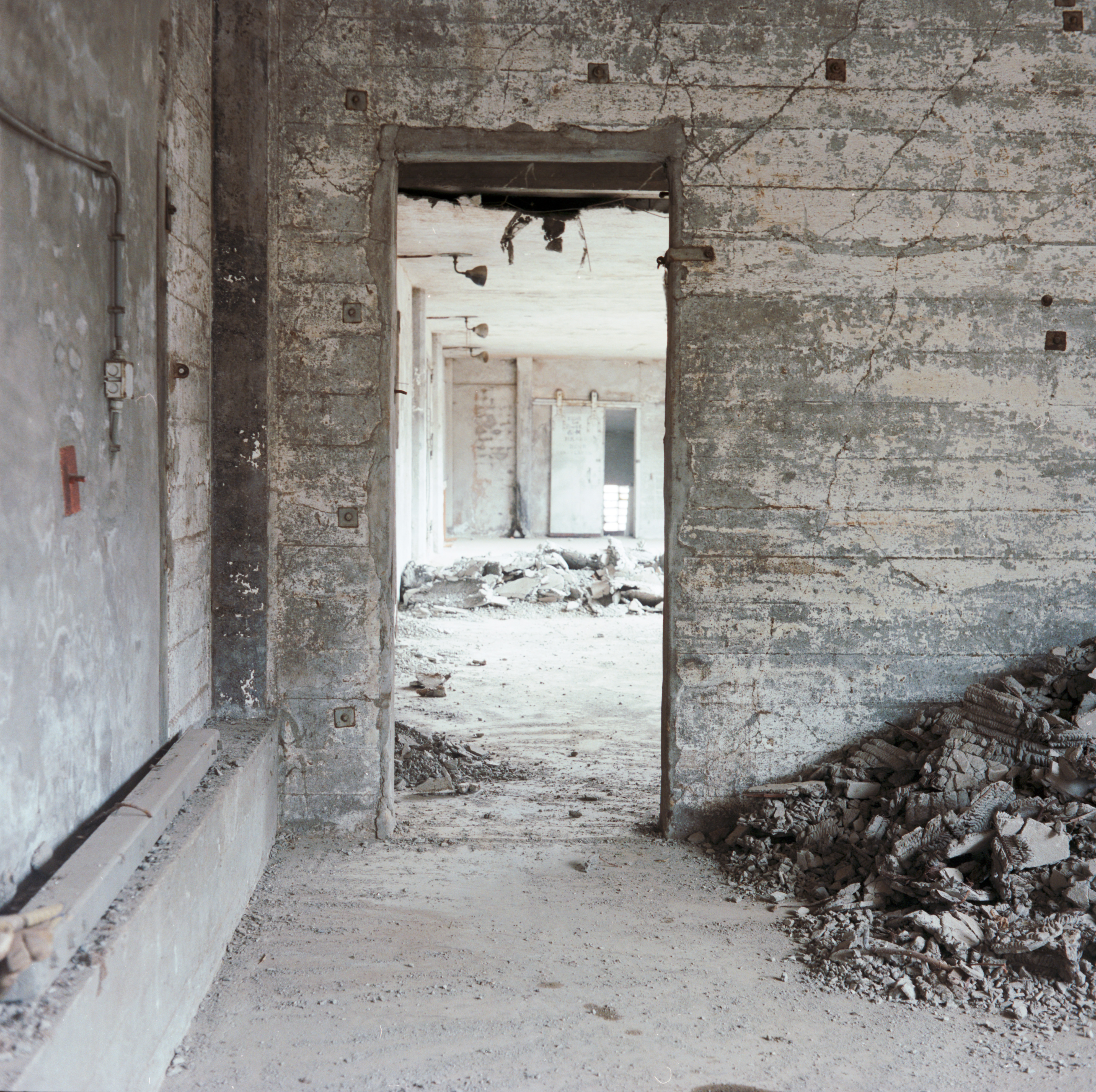
Interieur in 2000.
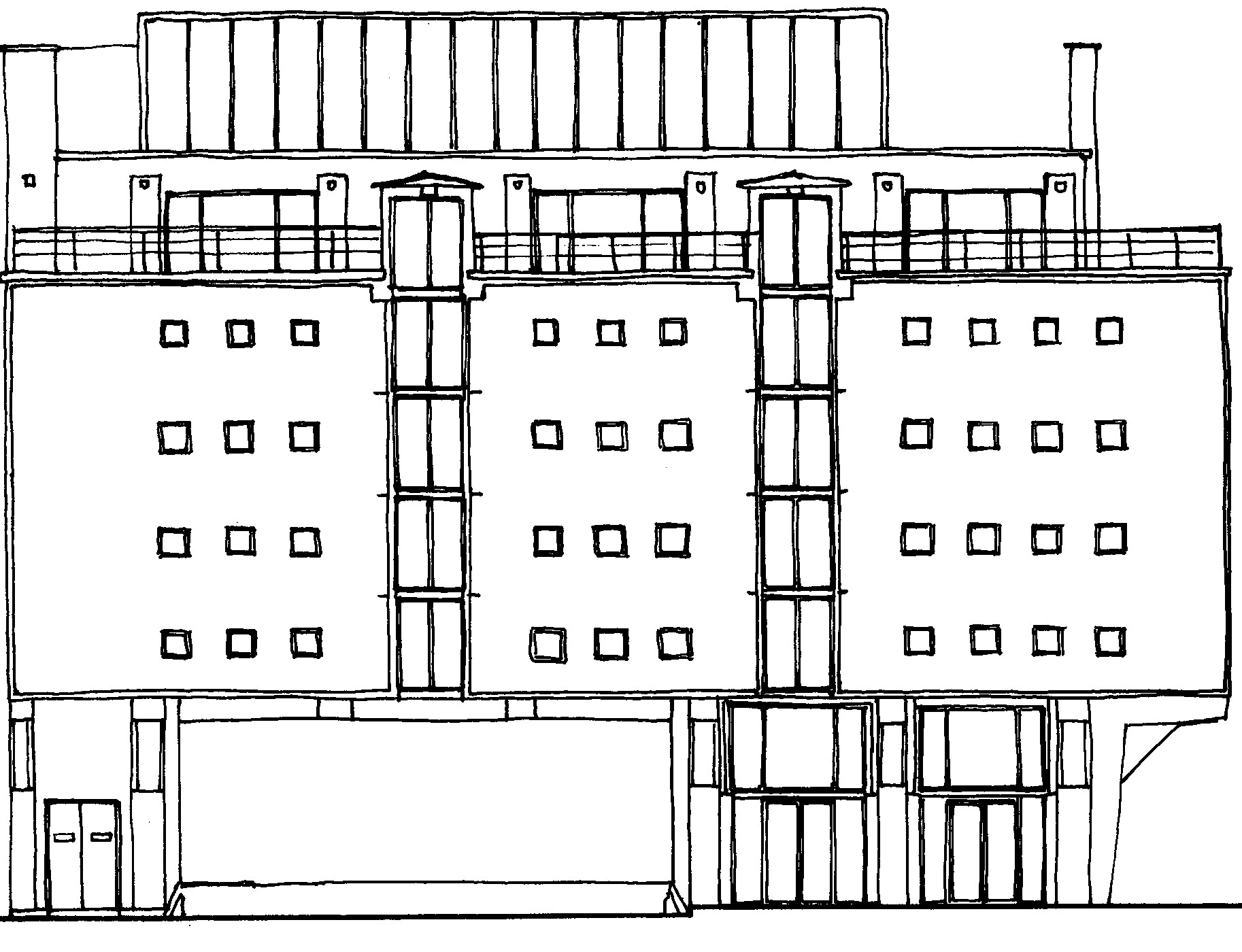
Tekening van Pakhuis de Zwijger. Bron: Stadsherstel Amsterdam.